# Ici Drôme Ardèche
 (février 2022).
Si vous disposez d'ouvrages ou d'articles de référence ou si vous connaissez des sites web de qualité traitant du thème abordé ici, merci de compléter l'article en donnant les références utiles à sa vérifiabilité et en les liant à la section « Notes et références ».
Ici Drôme Ardèche, anciennement France Bleu Drôme Ardèche, est l'une des stations de radio généraliste du réseau Ici de Radio France. Elle dessert les départements de la  Drôme et de l'Ardèche et peut également être reçue dans une partie du département de l'Isère. 
La station actuelle prend la suite, en 2000, de Radio Drôme, créée en 1983, devenue Radio France Drôme en 1986.

## Historique
Le 4 septembre 2000, dans le cadre d'un plan de réorganisation nationale, Radio France Drôme élargit son territoire à l'Ardèche voisine. Le nouveau nom France Bleu Drôme Ardèche est adopté. Cette station de radio est membre du réseau national France Bleu, lequel fournit un programme commun national que reprennent les programmes locaux des stations en régions.
Depuis mars 2021, la matinale de la radio est diffusée sur France 3 Rhône Alpes.

## Identité de la station

### Siège et bureaux
Le siège d'ICI Drôme Ardèche est situé au 70, avenue de Romans, place Latour-Maubourg. La station 

## Équipes locales
ICI Drôme Ardèche est composée d'une équipe d'une trentaine de salariés, dont une quinzaine d'animateurs radio et de journalistes comme Pierre-Jean Pluvy (reporter à Aubenas).  
Depuis le 9 mars 2021, la tranche matinale de la station est diffusée sur le réseau France 3 sur les départements de l'Ardèche, la Drôme, le Rhône et l'Ain, hors périodes de vacances scolaires. 

## Diffusion
France Bleu Drôme Ardèche diffuse ses programmes sur la bande FM sur les zones géographiques suivantes :
- Valence
- Baronnies
- Royans
- Diois
- Montelimar
- Pierrelatte
- Vercors
- Aubenas
- Privas
- Annonay
- Cévennes
- Vallon-Pont-d'Arc
- Vals-les-Bains